# Christian Bale
Christian Charles Philip Bale (Haverfordwest, 30. siječnja 1974.) britanski je glumac rođen u Walesu, najpoznatiji po filmovima Carstvo sunca, Prestiž, Američki psiho, Equilibrium, U 3:10 za Yumu, Nestajanje, Batman: Početak, Teška vremena, Vitez tame te Boksač, za kojeg je nagrađen Oscarom za najboljeg sporednog glumca. Bale je poznat po svladavanju naglasaka i pripremama za uloge (posebno za Nestajanje i Batman: Početak). Osim nastupa u visokobudžetnim hitovima kao što je Batman, nastupao je u velikom broju nezavisnih i art house filmova.
Bale je pozornost privukao kad je s 13 godina izabran za glavnu ulogu u Carstvu sunca Stevena Spielberga, gdje je glumio engleskog dječaka koji ostaje odvojen od roditelja i ostaje zarobljen u japanskom zarobljeničkom logoru tijekom Drugog svjetskog rata. Od tada je portretirao niz različitih likova. Bale je posebno poznat po kultnom statusu koji uživa među mnogobrojnim obožavateljima. Izdanje Entertainment Weeklyja u povodu desetogodišnjice proglasilo ga je jednim od osam najmoćnijih kultnih figura u posljednjem desetljeću, navodeći njegov kultni status na internetu. Časopis ga je nakon njegove izvedbe u Američkom psihu svrstao i među najkreativnije ljude u zabavnoj industriji.

## Rani život
Christian Bale rođen je u obitelji poduzetnika, komercijalnog pilota i talent menadžera Davida Balea i cirkusantice Jenny James, oboje engleskog podrijetla. Najmlađi je od četvero djece. Nakon što je napustio Wales, Bale je proveo djetinjstvo u nekoliko zemalja, uključujući Englesku, Portugal i Sjedinjene Države.
1976., kad su Baleu bile dvije godine, njegova je obitelj napustila Wales i vratila se u Englesku. Četiri godine su proveli u Bournemouthu, gdje je Bale pohađao Bournemouth School i aktivno se bavio ragbijem. Bale je opisao svoje djetinjstvo kao zanimljivo, uz poštovanje prema majci koja je nastupala u cirkusu. Ovaj nekonvencionalni život dugo je odgovarao njegovoj majci Jenny koja je nastupala kao klaun i plesačica, jahala slonove i najavljivala cirkuske točke. Bale se prisjetio kako je se sa sedam godina dobro zabavljao u cirkuskoj karavani okružen prekrasnim ženama. Prisjetio se i svog prvog poljupca s akrobatkinjom Bartom. Kao dijete je vježbao balet i gitaru. Rad njegove sestre Louise u kazalištu također je utjecao na njegovu odluku da postane glumac. Osim toga, Bale je u intervjuu otkrio kako mu je djed bio stand-up komičar, trbuhozborac i mađioničar. Djed mu je bio i dubler Johna Waynea u dva filma u Africi. Baleov otac David podupirao je sina u njegovim glumačkim počecima, davši otkaz kao komercijalni pilot kako bi mogao putovati i upravljati Baleovom razbuktalom karijerom. David se 3. rujna 2000. oženio s feministicom Glorijom Steinem (ranije se razveo od Baleove majke Jenny). Umro je 30. prosinca 2003. od limfoma mozga sa 62 godine.
Baleova prva glumačka avantura bila je reklama za omekšivač Lenor 1982., kad mu je bilo osam godina. Godinu dana poslije pojavio se u reklami za žitarice igrajući dječju rock zvijezdu. 1984. je debitirao u kazalištu u predstavi Šmokljan, s Rowanom Atkinsonom.

## Karijera

### Rani radovi
Bale je na filmu debitirao 1986. kao Aleksej Nikolajevič Roamnov u televizijskom filmu Anastasia: The Mystery of Anna, nakon čega su slijedile glavne uloge u miniseriji Heart of the Country i fantastičnoj avanturi Mio in the Land of Faraway, u kojem se prvi put pojavio uz Christophera Leeja i Nicka Pickarda. 1987. je Amy Irving, njegova partnerica u Anastasia: The Mystery of Anna, preporučila Balea svojem tadašnjem mužu, Stevenu Spielbergu, za ulogu u Carstvu sunca, ekranizaciji poluautobiografije J.G. Ballarda. Baleov portret Jima Grahama donio mu je velike pohvale od strane kritike i prvu nagradu za najboljeg dječjeg glumca Nacionalnog ureda za kritiku: Ured je osmislio nagradu posebno za njega. Pozornost medija i njegovih školskih kolega uzeli su svoj danak pa je Bale odlučio odustati od glume, no kontaktirao ga je Kenneth Branagh i nagovorio ga da 1989. nastupi u Henriku V. 1990. je glumio Jima Hawkinsa s Charltonom Hestonom (u ulozi Long John Silvera) u Otoku s blagom), ekranizaciji klasične knjige Roberta Louisa Stevensona.
Bale je 1992. igrao Jacka Kellyja u Disneyjevu mjuziklu Newsies, nakon čega je 1993. slijedio Swing Kids, film o tinejdžerima koji su tijekom jačanja nacističke Njemačke slušali zabranjeni jazz. Balea je 1994. Winona Ryder izabrala kako bi nastupio u verziji Malih žena Gilliana Armstronga. 1995. je posudio glas Thomasu u Disneyjevu crtanom filmu Pocahontas, a 1997. je glumio Arthura Stuarta u Zlatnom baršunu, posveti glam rocku Todda Haynesa. 1999. se pridružio zvjezdanoj glumačkoj postavi koju su činili Kevin Kline, Michelle Pfeiffer, Stanley Tucci i Rupert Everett u modernoj verziji Shakespearova Sana Ivanjske noći, glumeći Demetriusa.

### 2000. – 2001.
Bale se 1999. počeo pripremati za ono što će postati jedna od njegovih najhvaljenijih uloga, ona serijskog ubojice Patricka Batemana u Američkom psihu. Redateljici Mary Harron, koja je ranije snimila biopic Valerie Solanas Pucala sam u Andyja Warhola, povjerena je režija adaptacije kontroverznog romana Breta Eastona Ellisa, ali je odustala od projekta kad je saznala kako će Leonardo DiCaprio zamijeniti Balea, njezin prvi izbor. Harron je navela zabrinutost zbog budžeta, vjerujući da je DiCaprio preskup za produkciju. Oliver Stone je preuzeo redateljsku palicu, ali je DiCaprio odustao zbog filma Žal. I Stone je otišao, a trudna Harron je opet potpisala ugovor; ovaj put joj je želja ispunjena i Bale je nastupio u glavnoj ulozi. Bale nije bio pročitao roman prije nego što su mu ponudili film, ali je prihvatio ulogu jer je bio iznenađen i privučen scenarijem, koji je opisao kao "suprotno od svega što sam dosad radio". Harron je odabrala Balea jer je smatrala kako predstavlja mušku verziju Lili Taylor "u smislu da je bilo mnogo toga ispod površine", te da je "imao osjećaj misterije i dubine u svojem licu."
Film se razlikovao od romana u nekoliko primjera, ali je u biti ostao vjeran romanu. Bateman je izvana stereotipni yuppie, ali ispod javne pojave koju je kreirao on je zapravo serijski ubojica. Bale je proučavao Batemana proučavajući roman i fizički se pripremao za ulogu mjesecima vježbajući kako bi poprimio Batemanov atletski izgled. Čak se i distancirao od ostalih glumaca i ekipe kako bi zadržao mračnu stranu Batemanove osobnosti. Američki psiho premijerno je prikazan na Sundance Film Festivalu 2000. uz mnogo kontroverzi. Slavni američki kritičar Roger Ebert isprva je osudio film, nazvavši ga pornografijom i "najgadljivijm filmom na Sundanceu", ali je napisao afirmativnu recenziju, rekavši kako je Harron "transformirala roman o krvoproliću u film o muškoj taštini." O Baleovoj izvedbi je napisao, "Christian Bale je heroičan na način da dopušta svom junaku da skače u prijezir; ovdje nema instinkta za samopreživljavanje, a to je ono što čini dobrog glumca."
Lion Gate Films konačno je 14. travnja 2000. film progurao u kina. Ojačao je Baleovu reputaciju kao predanog i sposobnog glumca, te još zacementirao njegov kultni sttaus. Baleu je redateljica predložila da se pojavi u cameo ulozi u još jednoj adaptaciji Bret Easton Ellis, Pravila privlačnosti, film djelomično povezan s Američkim psihom, no on je obio zbog odanosti viziji Batemana Mary Harron, za koju je smatrao kako je nitko drugi ne bi mogao prikladno izraziti. U nastavku filma Shaft iz 1971., Bale je igrao nasilnog yuppieja i rasista Waltera Wadea, Jr.
Od 2001. nadalje je glumio galeriju raznih likova. Njegova prva uloga nakon Američkog psiha bila je u ekranizaciji bestelera Johna Maddena, Mandolina kapetana Corellija, koja se dosta udaljila od književnog predloška. Bale je glumio Mandrasa, grčkog ribara koji se bori s naslovnim likom Nicolasa Cagea za ljubav poželjne Pelagije (Penelope Cruz). Mandras iz romana je bio mnogo kompleksnija ličnost sa svojim vlastitim podzapletom; Baleov Mandras bio je tek sporedni lik, a podzaplet nije pronašao svoje mjesto na velikom ekranu, jer je najveći dio filma bio posvećen Corelliju i Pelagiji.

### 2002. – 2003.
Od 2002. do 2003. Bale je nastupio u tri filma, od kojih nijedan nije ostvario veći komercijalni rezultat. Laurel Canyon, nezavisni film o ljubavi i čežnji, podijelio je kritičare. Pod oštricom kritike našli su se scenarij i redateljev ego, ali je se većina kritičara složila kako je Frances McDormand zasjenila ostatak glumačke postave, uključujući Balea.
Carstvo vatre je u usporedbi s prijašnjim filmovima bio prvi Baleov akcijski izlet, a budžet se popeo na 95 milijuna dolara. Priča je govorila o zmaju probuđenom iz hibernacije koji riga vatru i dovodi još tisuće njih kako bi ugrozili svijet. Bale je počeo pregovore rezervirano, ali ga je redatelj Rob Bowman nagovorio da preuzme glavnu ulogu. Bale je glumio Quinna Abercrombyja, zajedno s Matthewom McConaughyjem u ulozi Dentona Van Zana. Bale i McConaughey vježbali su za svoje uloge boksajući i odlazeći u teretanu. Većina kritičara je pokopala film, a ništa bolje nije prošao ni u američkim kinima.
Equilibrium je bio Baleov treći film iz 2002. produciran uz budžet od 20 milijuna dolara; no, zaradio je samo nešto više od pet milijuna. Na ovaj komercijalni podbačaj ponajviše je utjecala odluka Dimension Filmsa o ograničenoj distribuciji i slaboj promociji. Bez obzira na to, film je postao klasik nakon DVD izdanja, a redatelj Kurt Wimmer je dobio na raspolaganje 30 milijuna dolara kako bi režirao Ultraviolet. U Equilibriumu, Bale igra Johna Perstona, elitnog policajca u distopijanskom svijetu.

### 2004.
Nakon jednogodišnje stanke, Bale se 2004. vratio u ulozi Trevora Reznika, junaka psihološkog trilera Nestajanje. Reznik je čovjek koji pati od kronične nesanice i kojeg uz to uhodi misteriozni uljez. Bale se toliko posvetio ulozi kao nikad do tada kako bi postigao Reznikov autentični izgled. (U jednoj sceni, lik Jennifer Jason Leigh kaže, "Da si imalo tanji, ne bi ni postojao."). Bale se podvrgnuo ekstremnoj dijeti i u nekolio mjeseci izgubio 27 kilograma. Pri kraju snimanja imao je 55 kilograma. Takva transformacija izazvala je usporedbe s onom Roberta De Nira koji se zdebljao kako bi dočarao izgled ostarjelog boksača Jakea LaMotte u Razjarenom biku. Nestajanje je pobralo uglavnom pozitivne recenzije - kritičari su bili impresionirani Baleovom predanošću. Bila je to niskobudžetna produkcija pa je u Americi doživjela ograničenu distribuciju; glavninu prihoda ostvarila je u inozemstvu.
Bale, obožavatelj Avanturi male Chichiro Hayaoa Miyazakija, posudio je glas Howlu u engleskoj sinkronizaciji fantastične anime pustolovine Pokretni dvorac, adaptaciji dječjeg romana Diane Wynne. Profit u Americi je iznosio 4,711,096 dolara, a ukupni svjetski 230,458,788 dolara.

### Novi Batman
Bale se još od 2002. spominjao kao jedan od kandidata za ulogu Batmana. Objavljeno je kako se prije toga prijavio za ulogu Robina u filmu Batman zauvijek (1995.), koja je na kraju pripala Chrisu O'Donnellu. No, tu glasinu je opovrgnuo sam Bale u intervjuu iz 2008. 2004., nakon što je završio snimanje Nestajanja, Baleu je pripala željena uloga Brucea Waynea / Batmana u filmu Christophera Nolana, Batman: Početak. Bila je to obnova serijala bez poveznica s filmovima Tima Burtona i Joela Schumachera. Najozbiljniji konkurent za ulogu bio mu je Jake Gyllenhaal, kojem je pripala uloga Anthonyja Swofforda u Gušterima, za koju je jedan od kandidata bio i Bale. Bale je prvi neamerikanac koji je zaigrao Batmana.
Još svjež od Nestajanja Bale se morao dovesti u formu kako bi dočarao Batmanov robusni izgled; dan mu je rok od šest mjeseci. Bale se prisjetio kako to uopće nije bilo jednostavno: "... kad smo došli do podizanja mišićne mase, bio sam beskoristan. Nisam mogao napraviti niti jedan sklek prvi dan. Svi mišići su bili nestali što je dosta otežalo cijeli proces." Uz pomoć profesionalnog trenera, Bale se uspio dovesti u potrebnu formu, dobivši 46 kilograma u šest mjeseci. Tada je otkrio kako je nabio više mišićne mase nego što je to redatelj želio, pa je prije snimanja opet morao na manju dijetu.
Bale se isprva plašio uloge Batmana jer se osjećao glupo u kostimu. Kako bi suzbio taj osjećaj, prikazivao je Batmana kao zvijer. Kako bi shvatio dublje značenje lika, Bale je čitao razne stripove o Batmanu. Rekao je: "Batman je skrivena, demonska strana Brucea Waynea. Batman je u potpunosti iskreno biće koje se mora kontrolirati. On je sposoban biti nasilan - i ubiti - zato se stalno mora obuzdavati." Za Balea je najnaporniji dio bio Batmanov kostim. "Navučete ga na sebe, postane vam vruće, znojite se, a pod maskom vas počne boliti glava."
Batman: Početak objavljen je u Americi 15. lipnja 2005. Bio je to veliki komercijalni trijumf Warner Brosa koji je u produkciju utrošio 135 milijuna dolara; profit je iznosio 370 milijuna. Glumačka postava je hvaljena zbog dojmljivih izvedbi, a Bale je pokupio najviše pohvala zbog svojeg portreta Brucea Waynea i Batmana. 2006. je osvojio nagradu MTV-a za najboljeg junaka.
Bale se odlučio i reprizirati ulogu u Vitezu tame. Bio je siguran u svoj izbor zbog pozitivnih reakcija na izvedbu u Batman: Početak. Trenirao je borilačku vještinu Keysi i sam izveo mnoge kaskaderske scene. Ovaj put nije nabio toliko mišićne mase jer se pojavio u novom kostimu koji je bio mobilniji. Vitez tame svjetsku je premijeru doživio u Australiji 17. srpnja 2008., a u Sjedinjenim Državama dan kasnije. Film je pomeo kino blagajne i uz 158,4 milijuna dolara srušio zaradu u prvom vikendu prikazivanja. U deset dana je probio granicu od 300 milijuna dolara, a nakon 16 i 400 milijuna.

### 2006. -
Nakon što je nastupio u visokobudžetnom spektaklu Batman: Početak, Bale se vratio nezavisnim filmovima. Angažiran je u kriminalističkoj drami Davida Ayera, Teška vremena. Nastupio je uz Freddyja Rodrigueza i Evu Longoriju. Glumio je Jima Luthera, problematičnog veterana Afganistanskog rata izmučenog PTSP-om kojem Ministarstvo domovinske sigurnosti ponudi posao federalnog agenta. Film je premijerno prikazan na Međunarodnom film festivalu u Torontu, a 10. studenog 2006. je krenuo u široku distribuciju.
Terrence Malick je režirao Novi svijet, povijesni film inspiriran pričom o Pocahontas, a Bale je dobio ulogu Johna Rolfea. Bio mu je to drugi put da sudjeluje u dramatizaciji priče o Pocahonstas. Partneri su mu bili Colin Farrell i Q'Orianka Kilcher, koji su glumili ljubavnike Johna Smitha i Pocahontas. Njih dvoje dobili su i najviše prostora, dok je Bale bio sporedni lik koji se pojavljuje tek u posljednjoj trećini filma. Kritičari su lomili koplja oko filma, a publika nije iskazala veliki interes. Film je na kraju zaradio nešto više od 29 milijuna dolara, tako da nije uspio ni vratiti uloženi budžet od 30 milijuna.
Bale je 2006. sudjelovao na četiri projekta. U Bijegu u zoru, njemačkog redatelja Wernera Herzoga, glumio je američkog pilota Dietera Denglera, koji se bori za život nakon što je pogođen tijekom misije u Vijetnamskom ratu. Bale je ostavio snažan dojam na Herzoga, koji je hvalio njegove glumačke sposobnosti: "Mislim da je on jedan od najvećih glumačkih talenata svoje generacije. Odlučili smo se za njega puno prije nastupa u Batman: Početak. U Prestižu, ekranizaciji romana Christiana Priesta o rivalstvu dvojice mađioničara iz viktorijanske ere, Bale se opet udružio s Michaelom Caineom i redateljem Christopherom Nolanom. U filmu su nastupili i Hugh Jackman, Scarlett Johansson, Piper Perabo i David Bowie. Nema me, film u kojem je Bale opet radio s Toddom Haynesom i Heathom Ledgerom, bio je umjetnički pogled na život Boba Dylana. Nastupio je i u uspješnom remakeu vesterna U 3:10 za Yumu s Russellom Croweom. Bale je izabran za ulogu Johna Connora u nadolazećem filmu Terminator Salvation, a u Državnim neprijateljima Michaela Manna će glumiti agenta FBI-ja Melvina Purvisa.

## Privatni život
Bale se 29. siječnja 2000. oženio sa Sandrom "Sibi" Blazic (rođena 1970.), bivšim modelom, vizažisticom i osobnom pomoćnicom Winone Ryder; Ryder je nastupila s njim u Malim ženama. S Blazic ima kćer Emmeline, koja je rođena 27. ožujka 2005.
Bale ima tri starije sestre - Erin Bale, glazbenicu, Sharon Bale, informatičarku; i Louise Bale, kazališnu glumicu i redateljicu. Obitelj Bale duboko je povezana sa šou biznisom, posebno kazalištom. Bale je daleki rođak britanske glumice Lillie Langtry, dok su njegov ujak, Rex Bale, i djed s majčine strane također bili glumci.
Kao i njegov otac, David, i Bale je poznat kao aktivist. Podržava skupine za zaštitu životinja kao što su Greepeace i World Wildlife Fund. Vegetarijanac je od šeste godine kad je pročitao Charlotteinu mrežu. Poznata feministica Gloria Steinem postala je Baleova maćeha kad se 3. rujna 2000. udala za njegova oca. Brak je završio nakon smrti Davida Balea 2003. Bale trenutno živi u Los Angelesu.

### Kontroverze
Bale je 22. srpnja 2008. završio u londonskoj policijskoj postaji nakon dojave da je verbalno napao svoju majku Jenny i sestru Sharon, koje su zvale policiju. Nakon što je zadržan više od četiri sata, pušten je uz jamčevinu. Demantirao je optužbe. Britanska policija je 14. kolovoza objavila kako neće poduzimati daljnje korake protiv njega.
U srpnju 2008. je izviješteno kako je Bale imao izljev bijesa na setu filma Terminator Salvation, dok je snimao u Novom Meksiku. U veljači 2009. objavljena je audio snimka incidenta. Tiradu je izazvao Shane Hurlbut, direktor fotografije filma. Prema Baleu, Hurlbut je na sekundu ušao u kadar i tako mu omeo koncentraciju dok je snimao intenzivnu scenu. Na snimci se čuje kako iznimno uzrujani Bale upućuje psovke Hurlbutu, prijeteći mu, i konačno prijeteći kako će napustiti film ako Hurlbut ponovi pogrešku a da ne dobije otkaz. Izviješteno je kako su direktori Warnera poslali snimku osiguravatelju filma u slučaju da Bale odluči napustiti produkciju. U intervjuu za E! Online, pomoćni redatelj i producent filma Terminator Salvation, Bruce Franklin, rekao je kako je to bio izolirani incident. "Ako radite na iznimno intenzivnoj sceni i netko vas izbaci iz takta... Bila je to najemocionalnija scena u filmu", rekao je Franklin. "I baš njega prekinu u usred scene. On je vrlo intenzivno povezan sa svojim likom. Tog dana uopće nije hodao okolo tako. Bio je to samo trenutak i prošao je."
Glumci Whoopi Goldberg i Terry Crews, redatelji Darren Aronofsky i Ron Howard, kao i osnivač internetske stranice Ain't It Cool News Harry Knowles javno su branili Baleov postupak, a neki su navodili praksu da članovi ekipe miruju dok se snima. Lucian Piane, skladatelj i glazbeni producent, snimio je "Bale Out", humorni tehno remiks Baleova verbalnog ispada, koji je u jednom danu pogledan više od 200.000 puta na MySpaceu i YouTubeu. Stephen Colbert je parodirao incident u epizodi emisije The Colbert Report od 4. veljače, u kojem je gost Steve Martin neprestano prolazio ispred kamere dok se Colbert derao na njega. U epizodi animirane TV serije Family Guy izmiksan je glas Petera Griffina koji je odgovorao i regirao na Baleove komentare kao da su upućeni njemu, također zbog komičnog efekta.
Nakon što se tjedan dana nije oglašavao, Bale se 6. veljače 2009. javno ispričao na radijskoj postaji KROQ-FM iz Los Angelesa. Izjavio je kako je ispad bio "neoprostiv" i da je bio motiviran intenzivnošću snimanja tog dana. Bale je rekao kako se "ponio kao propalica", te da su on i Hurlbut razgovarali nakon incidenta i "u potpunosti to riješili". Bale je istaknuo kako su njih dvojica radili zajedno nekoliko sati nakon incidenta, i "bar mjesec dana nakon toga". Naglasio je, "Vidio sam grubu verziju filma i on je odradio izvanredan posao. Izgleda fantastično."

## Filmografija
| Godina | Film                           | Uloga                                 | Bilješke                       |
| ------ | ------------------------------ | ------------------------------------- | ------------------------------ |
| 1986.  | Anastasia: The Mystery of Anna | Aleksej                               | Televizijski film              |
| 1987.  | Heart of the Country           | Ben Harris                            | Miniserija                     |
| 1987.  | Carstvo sunca                  | Jim "Jamie" Graham                    |                                |
| 1987.  | Mio in the Land of Faraway     | Benke Jum-Jum                         |                                |
| 1989.  | Henrik V.                      | Falstaffov paž                        |                                |
| 1990.  | Otok s blagom                  | Jim Hawkins                           |                                |
| 1991.  | A Murder of Quality            | Tim Perkins                           | Televizijski film              |
| 1992.  | Newsies                        | Jack "Kauboj" Kelley Francis Sullivan |                                |
| 1993.  | Swing Kids                     | Thomas Berger                         |                                |
| 1994.  | Male žene                      | Theodore "Laurie" Lawrence            |                                |
| 1994.  | Princ Jutlanda                 | Amled                                 |                                |
| 1995.  | Pocahontas                     | Thomas                                | Animirani film (glas)          |
| 1996.  | Portret jedne dame             | Edward Rosier                         |                                |
| 1996.  | Tajni agent                    | Stevie                                |                                |
| 1997.  | Metroland                      | Chris Lloyd                           |                                |
| 1998.  | Sva ta mala stvorenja          | Bobby Platt                           |                                |
| 1998.  | Zlatni baršun                  | Arthur Stuart                         |                                |
| 1999.  | Marija, Isusova majka          | Isus                                  | Televizijski film              |
| 1999.  | San Ivanjske noći              | Demetrius                             |                                |
| 2000.  | Shaft                          | Walter Wade, Jr.                      |                                |
| 2000.  | Američki psiho                 | Patrick Bateman                       |                                |
| 2001.  | Mandolina kapetana Corellija   | Mandras                               |                                |
| 2002.  | Equilibrium                    | John Preston                          |                                |
| 2002.  | Carstvo vatre                  | Quinn Abercromby                      |                                |
| 2002.  | Laurel Canyon                  | Sam Bentley                           |                                |
| 2004.  | Pokretni dvorac                | Čarobnjak Howl                        | Engleska sinkronizacija (glas) |
| 2004.  | Nestajanje                     | Trevor Reznik                         |                                |
| 2005.  | Batman: Početak                | Bruce Wayne/Batman                    |                                |
| 2005.  | Novi svijet                    | John Rolfe                            |                                |
| 2006.  | Prestiž                        | Alfred Borden                         |                                |
| 2006.  | Teška vremena                  | Jim Luther Davis                      |                                |
| 2007.  | Bijeg u zoru                   | Dieter Dengler                        |                                |
| 2007.  | Nema me                        | Jack Rollins/Pastor John              |                                |
| 2007.  | U 3:10 za Yumu                 | Dan Evans                             |                                |
| 2008.  | Vitez tame                     | Bruce Wayne/Batman                    |                                |
| 2009.  | Terminator: Spasenje           | John Connor                           |                                |
| 2009.  | Gangsteri                      | Melvin Purvis                         |                                |
| 2010.  | Boksač                         | Dicky Eklund                          |                                |

## Vanjske poveznice
- Christian Bale u internetskoj bazi filmova IMDb-u (engl.)